# Rynek w Mechelen
Rynek w Mechelen (niderl. Grote Markt) – rynek w centrum belgijskiego miasta Mechelen. Przy rynku znajdują się m.in. katedra św. Rumolda oraz ratusz miejski, których wieże (beffroi) zostały wpisane na listę światowego dziedzictwa UNESCO.